# 이베르동스포르 FC
이베르동스포르 FC(프랑스어: Yverdon-Sport Football Club)는 스위스의 축구 클럽으로, 이베르동레뱅을 연고로 하고 있다. 현재 스위스의 최상위 리그인 스위스 슈퍼리그에 참가하고 있다.

## 우승 경력
- 스위스 챌린지리그

● 우승 (6): 1988-89, 1990-91, 1992-93, 1994-95, 2004-05, 2022-23
● 준우승 (1): 1998-99
- 스위스컵

● 준우승 (1): 2001

## 선수 명단

### 현역
참고: FIFA 자격 규정에 따라 소속된 국가대표팀 국기를 표시합니다. 선수는 복수의 FIFA 비회원국 국적을 가지고 있을 수 있습니다.
| 번호 | 포지션 | 국적     | 이름                  |
| ---- | ------ | -------- | --------------------- |
| 3    | DF     | 세르비아 | 디미트리예 카메노비치 |
| 6    | DF     |          | 윌리엄 르 포갬        |
| 8    | MF     |          | 마테츠 엔고브스키     |
| 10   | MF     | 볼리비아 | 보리스 세스페데스     |
| 20   | FW     | 포르투갈 | 호날두 타바레스       |
| 37   | MF     |          | 포데 실라             |

| 번호 | 포지션 | 국적     | 이름              |
| ---- | ------ | -------- | ----------------- |
| 87   | DF     | 포르투갈 | 곤살루 에스테베스 |